# جاناتان ساموئل کنت
جاناتان ساموئل کنت (به انگلیسی: Jonathan Samuel Kent) که همچنین تحت نام‌های جان کنت و جاناتان کنت شناخته می‌شود، یک شخصیت خیالی ابرقهرمان در کتاب‌های کامیک آمریکایی منتشر شده توسط دی‌سی کامیکس است. این شخصیت توسط دن جورگنز خلق شده‌است؛ که برای اولین بار در شمارهٔ ۲ از همگرایی: سوپرمن (ژوئیه ۲۰۱۵) حضور پیدا کرد. او پسر کلارک کنت / سوپرمن و لوئیس لین است و همچنین جدیدترین شخصیت در دنیای دی‌سی محسوب می‌شود که عنوان سوپربوی را به یدک می‌کشید،  (Super Sons) ظاهر شدند که شامل ماجراجویی‌های سهم آنها بود،  جان بعداً لباس سوپرمن را بر تن می کند و در سریال کمیک بازی می کند سوپرمن: پسر کال ال . این شخصیت در سال ۲۰۲۱ توسط دی سی کامیکس فاش کرد که دوجنسگرا است.